# MAZ-537

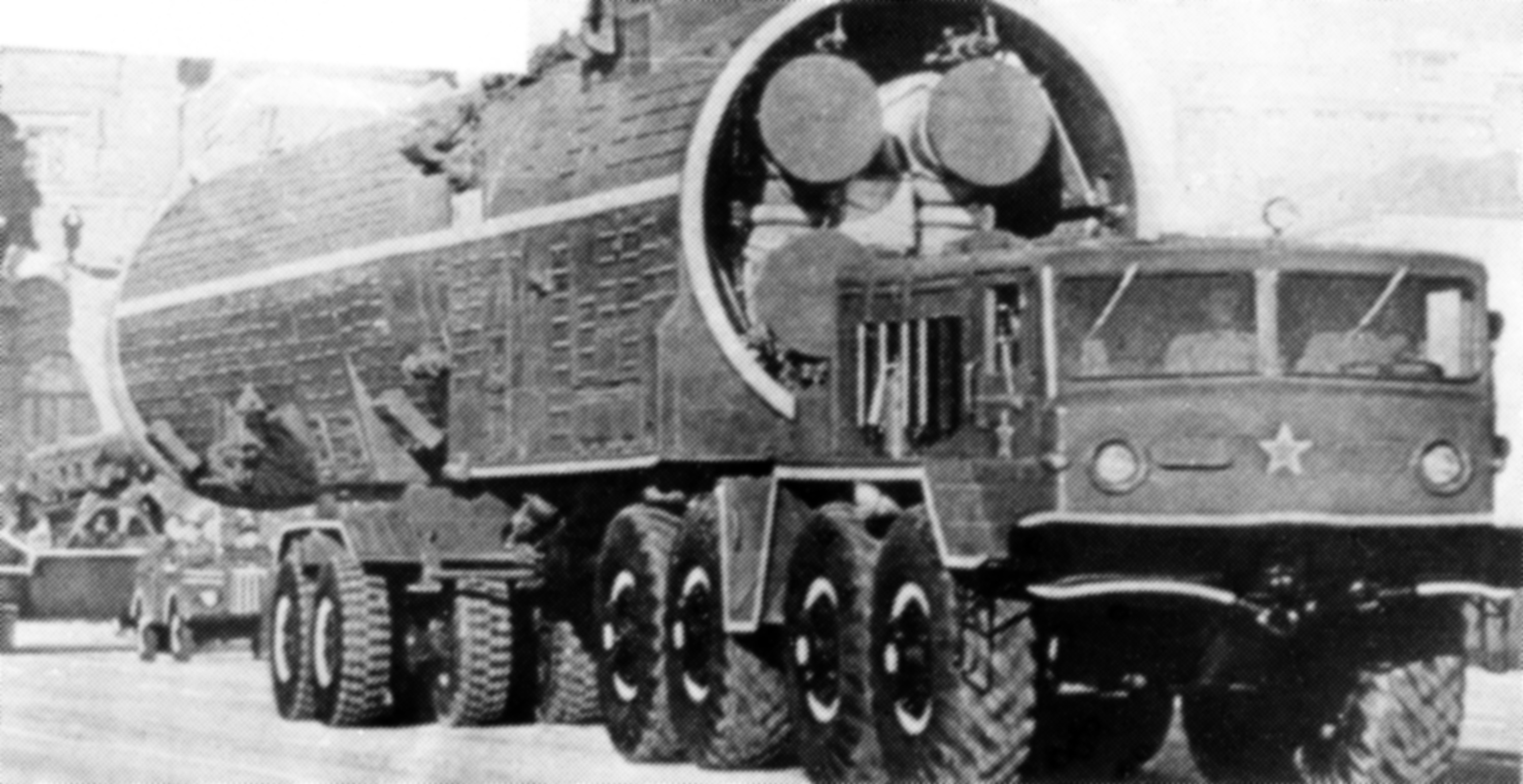
MAZ-537 s balistickou raketou ABM-1 Galosh

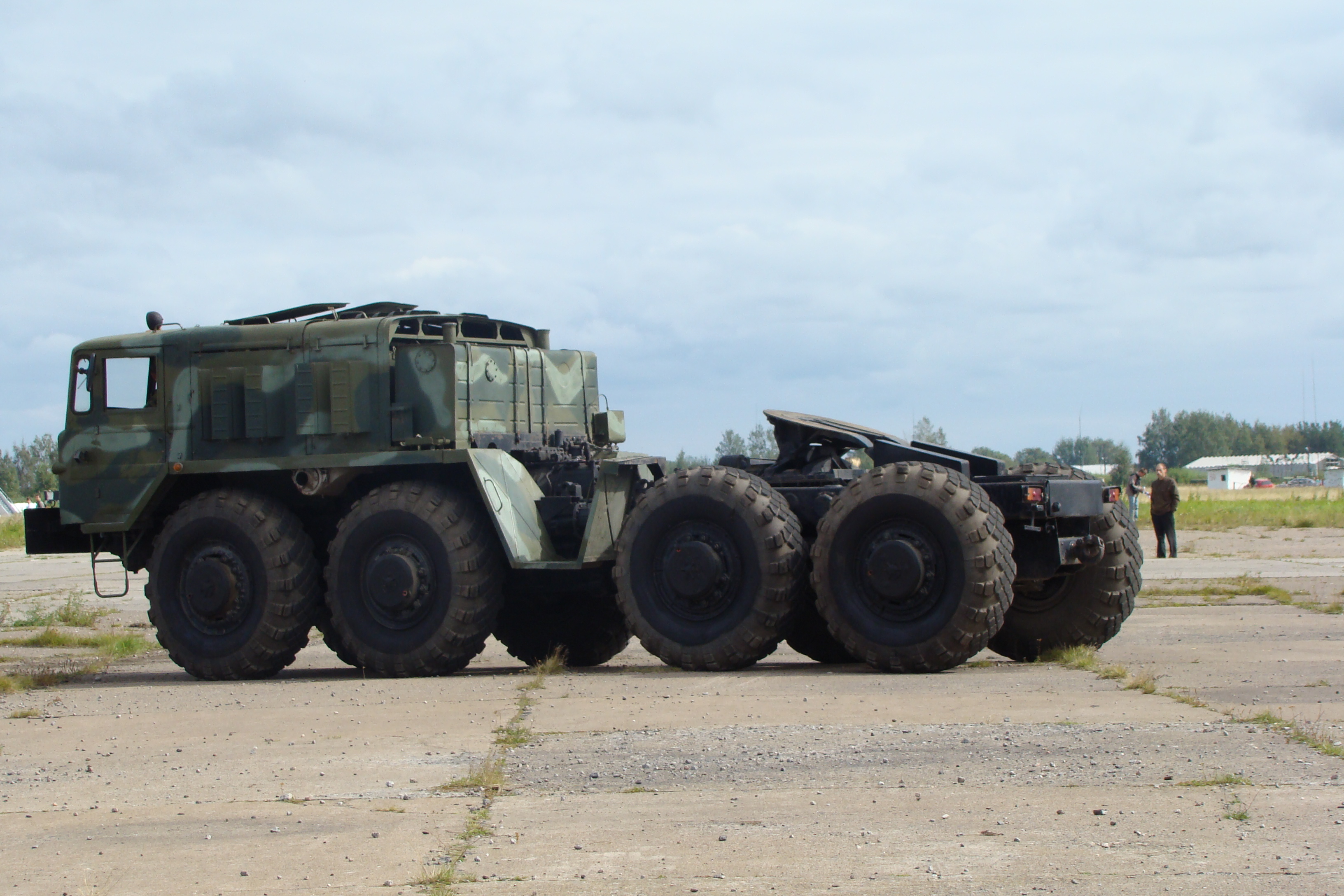
Boční pohled na MAZ-537. Dvě palivové nádrže jsou umístěny za kabinou řidiče

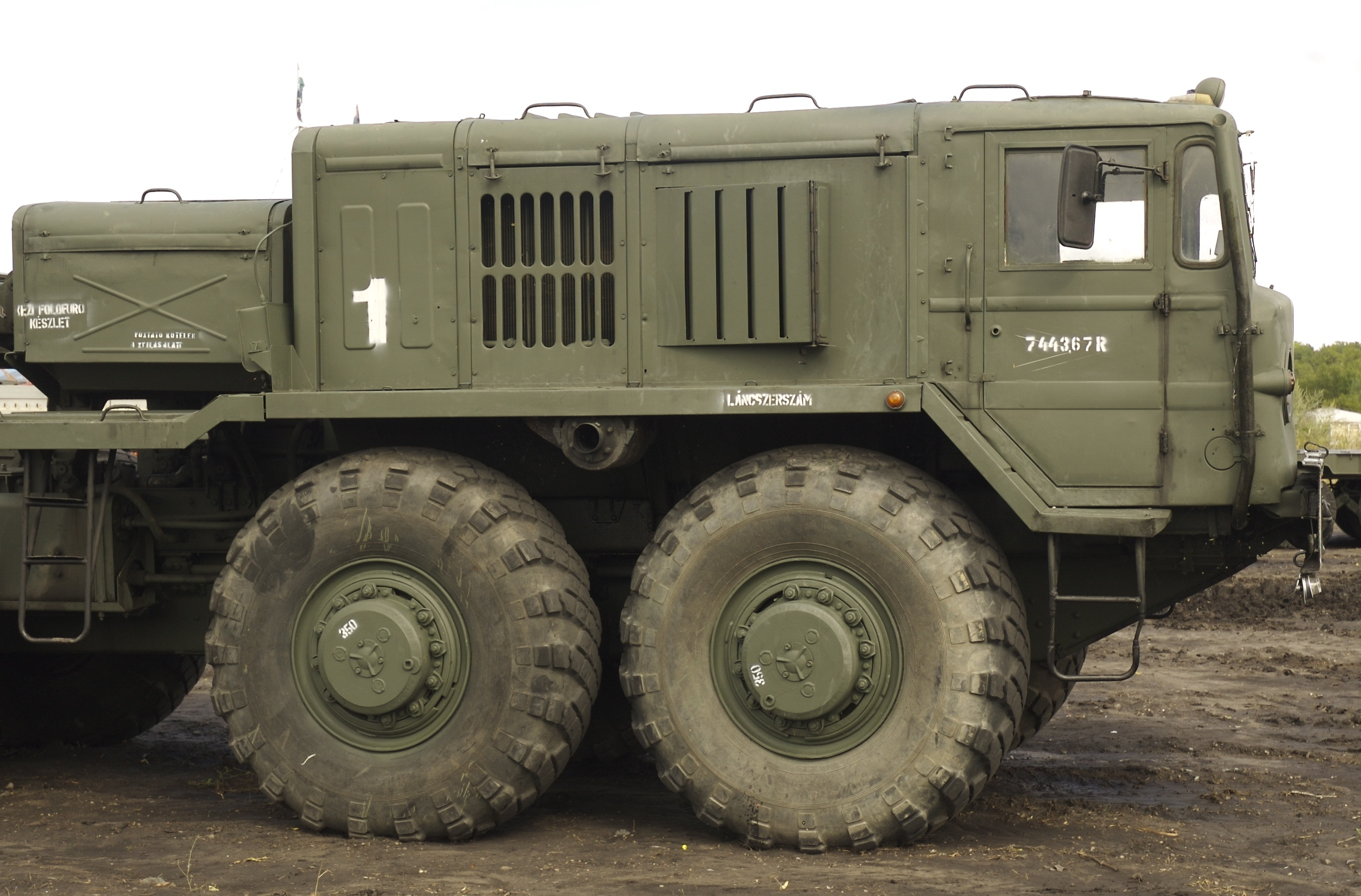
Boční pohled na přední část MAZ-537G. Naviják je umístěn v menší kovové krabici vlevo

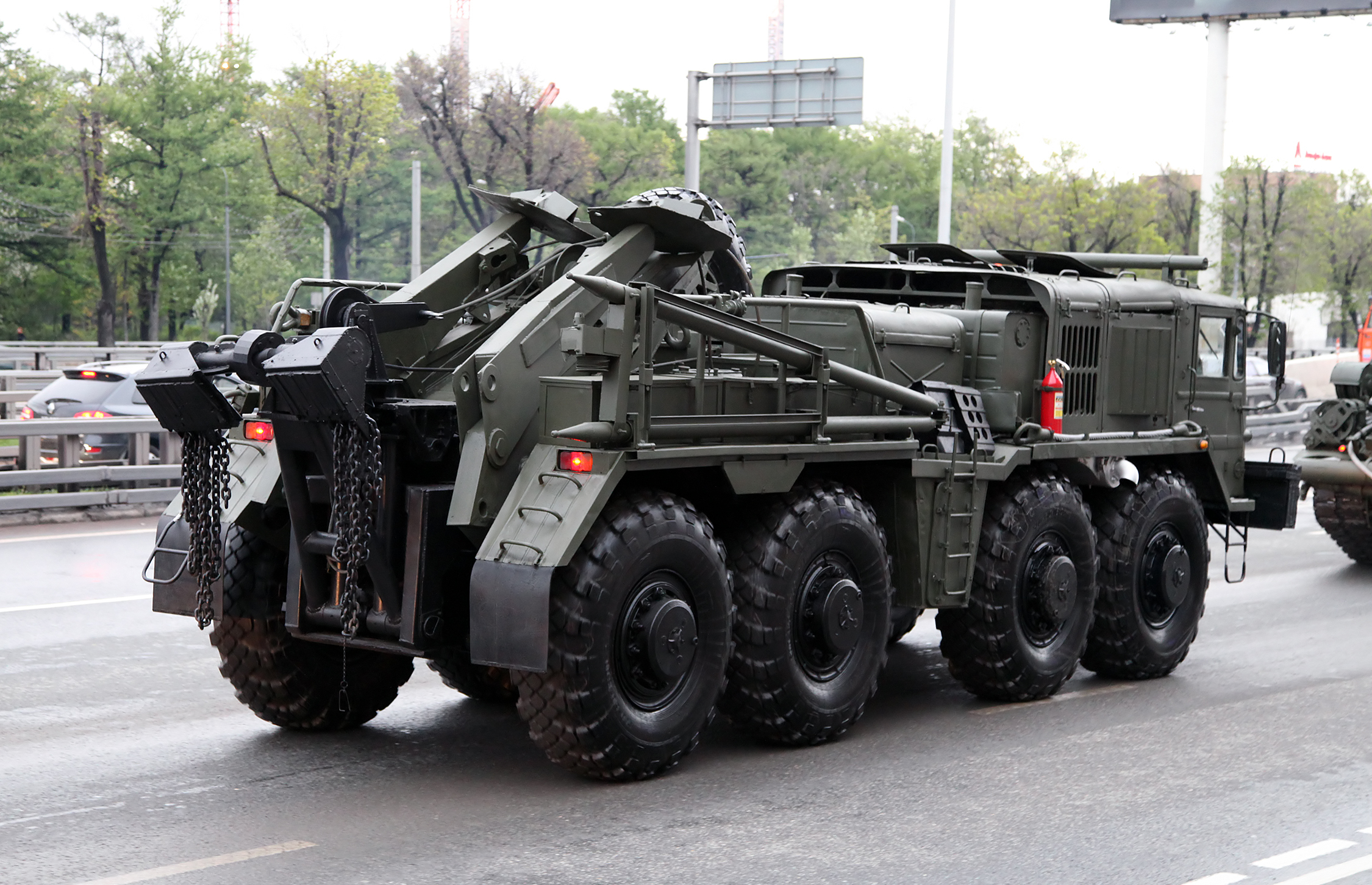
Zadní pohled na vyprošťovací vozidlo KET-T

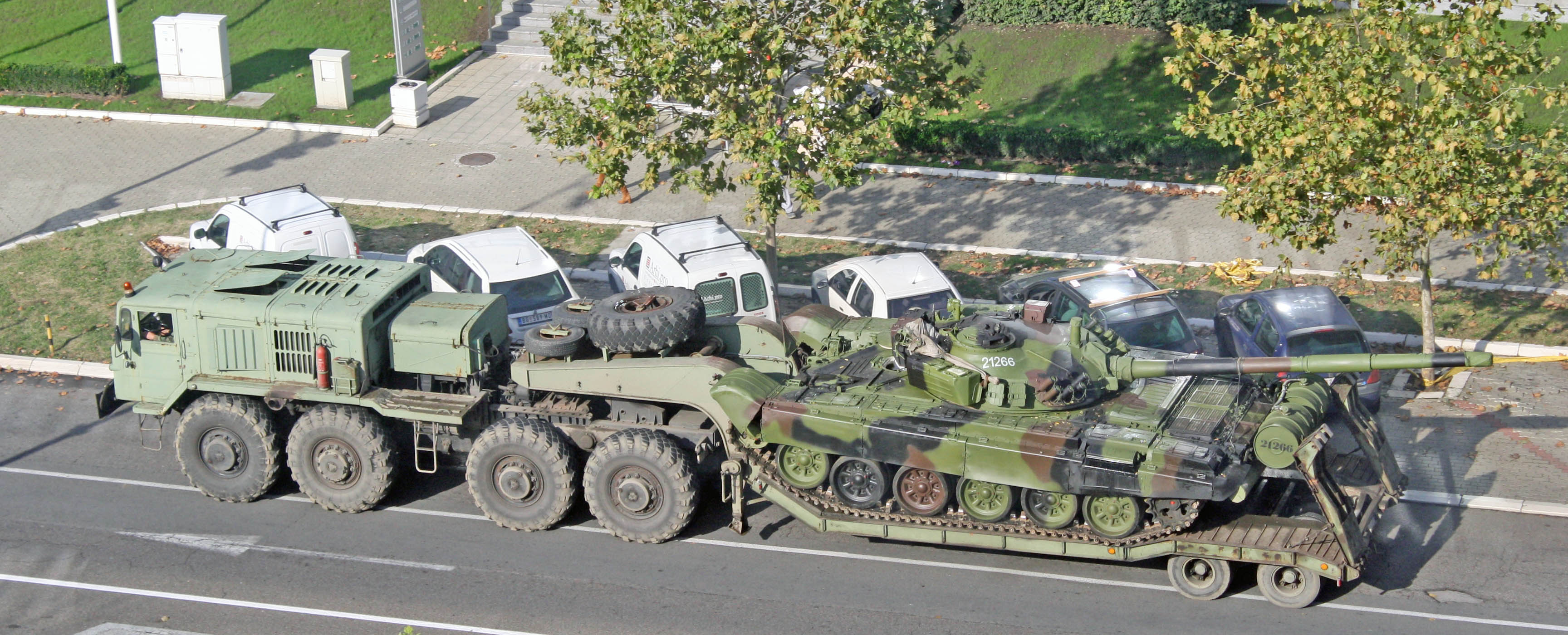
MAZ-537G ve výzbroji ozbrojených sil Srbska. M-84 vzadu

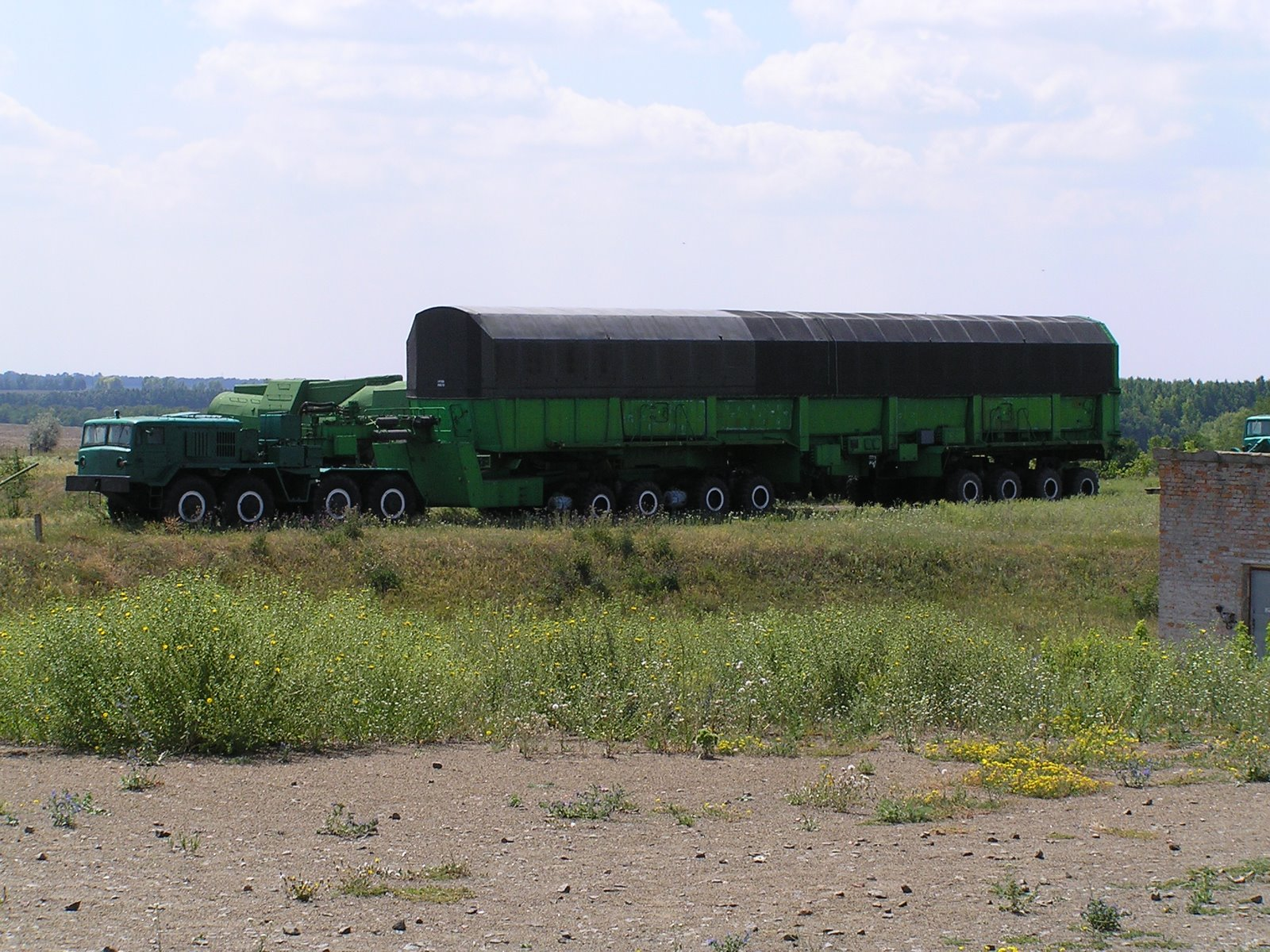
Raketový transportér v muzeu na Ukrajině

MAZ-537 "Uragán" (rusky: МАЗ-537 "Ураган") je čtyřnápravový těžký tahač sovětské výroby. Vozidlo bylo poprvé vyrobeno společností Minský automobilový závod (MAZ) roku 1960 a dále se vyrábělo závodem Kurganskij Zavod Kolesnych Tjagačej (KZKT) od roku 1963 až do ukončení výroby v roce 1990. Sloužil v kombinaci s těžkými návěsy v různých armádách Varšavské smlouvy především jako transportér tanků a raket, ale také například pro tažení letounů. Některé varianty vyprošťovacího vozidla KET-T jsou založeny na podvozku tohoto nákladního automobilu.
Tahač byl původně navržený pro náklad do 50 tun (s použitím návěsů, jako je ChMZAP-9990 nebo ChMZAP-5247G) u pozdějších verzí poskytuje tahač maximální zatížení 65 tun. Kovová kabina MAZ-537 poskytuje místo pro řidiče a tři cestující, má dvoje boční přístupové dveře, střešní poklop a je vybaven přídavným topením nezávislým na motoru. Verze  537G se vyznačuje přidáním navijáku pro usnadnění nakládání a vykládání a také umožněním samostatné vytáhnutí vozidla při zastavení v nepříznivém terénu (jako je bahno). Délka lana navijáku je 100 metrů a naviják je schopen poskytnout tah 15 tun.
Vozidlo pohání dvanáctiválcový vznětový motor D-12A-525A umístěný přímo za kabinou. Hnací ústrojí MAZ-537 se skládá z hydrodynamické převodovky přenášející, měniče točivého momentu a planetové třístupňové převodovky s převodem pro posilovač řízení.

## Historie
Během druhé světové války Rudá armáda zjistila, že existuje kritický nedostatek těžkých tahačů pro pásová vozidla. Neexistovaly žádné tahače domácí výroby schopné přepravit například tank T-34. Po válce se pro tento účel začaly vyvíjet tahače návěsů na bázi JaAZ-210, což však nepřineslo kýžený úspěch.
Počátkem 50. let se dospělo k závěru, že vozidlo vycházející z tehdy vyráběných nákladních vozů nebude splňovat požadavky stanovené armádou. V souladu s tím v roku 1954 obdržel závod MAZ z města Minsk objednávku na vývoj vhodného vozidla. Kromě velikosti, čtyř trvale hnaných náprav s velkými jednotlivými pneumatikami a systému kontroly tlaku v pneumatikách, byl novinkou oproti dříve vyráběným nákladním vozům vestavěný posilovač řízení a hydrodynamická převodovka, která nevyžaduje ruční spojku. V roce 1956 závod představil prototypy MAZ -535 , který byl následně sériově vyráběn v letech 1958 až 1964. Na základě tohoto vozidla byl vyvinut MAZ-537, první prototyp byl dokončen 29. března 1959. Sériová výroba začala na začátku roku 1960.
Koncem roku 1963 byla výroba vozidel v rámci specializace automobilového průmyslu přemístěna do závodu Uralselmaš (rusky: Уралсельмаш) v Kurganu. Rozhodnutím odpovědného ministerstva byl závod v červnu přejmenován na Kurganskij Zavod Kolesnych Tjagačej (rusky: Курганский завод колесных тягачей, zkráceně KZKT). Výroba tam zůstala až do ukončení výroby tohoto modelu v roce 1990. Mezitím se znovu a znovu prováděly menší změny a modernizace. Zejména v 80. letech byla starší vozidla vybavena novými motory V12 typu JaMZ-240 ze závodu JaMZ (Jaroslavskij Motornyj Zavod).
Nástupcem MAZ-537 byl těžký tahač KZKT-7428.

## Varianty
Následující seznam nemusí být zcela správný. .
- MAZ-537 - Základní verze vyvinutá z MAZ-535 byla sériově vyráběna v závodu MAZ od roku 1960. Kdy výroba skončila, není jasné. Na konci roku 1963 byla výroba přesunuta do Kurganu do Uralselmaše (KZKT od roku 1966).
- MAZ-537A – Revidovaná verze vozidla byla sériově vyráběna od roku 1964. Hlavní rozdíl oproti ostatním variantám spočívá v tom, že zde není točnice, ale korba s 15 tunami zátěže. Celková hmotnost vozidla byla 37,5 tuny a přípustné zatížení přívěsu 75 tun.
- MAZ-537B – Prototyp z roku 1961 určený k přepravě balistických raket středního doletu . Nebyla sériová výroba.
- MAZ-537W – Vyráběný od roku 1963, určený k přepravě bezpilotního průzkumného letounu Tupolev Tu-123 .
- MAZ-537G – Nejrozšířenější verze. Jedná se o tahač s přídavným lanovým navijákem. Je umístěn v dodatečné kovové skříni za strojovnou.
- MAZ-537D – Verze vozidla s pomocným generátorem vyráběná od roku 1964. Tento generátor má elektrický výkon 75 kW a byl určen k napájení zbraňových systémů na připojených návěsech.
- MAZ-537E – Model s přídavným vývodovým hřídelem, jinak shodný s MAZ-537W
- MAZ-537K – Jeřábové vozidlo, které sloužilo k nakládání vojenských raket. Mobilní jeřáb má nosnost 16 tun. První prototypy pocházejí z roku 1965, ale není známo, kolik vozidel bylo vyrobeno.
- MAZ-537T – Prototyp postavený na konci 60. let pro export do zemí s tropickým klimatem.
- MAZ-537L – Označovaný také jako KZKT-537L. Tahač letadel se speciálně zpřevodovanou převodovkou. S tímto tahačem lze tahat letadla s celkovou hmotností až 200 tun a mělo také balastní plošinu pro zvýšení trakce. Vyrábí se od roku 1976.
- MAZ-537P – Modernizovaná verze MAZ-537A, vybavená plošinou a plachtou.
- MAZ-537R – Tato vozidla byla používána v kombinaci se speciálními přívěsy pro přepravu potrubních trubek v náročném terénu. Byly však stavěny zřídka a nebyly široce používány.
- MAZ-537M – Modernizovaná verze vozidla z 80. let s novým dieselovým motorem JaMZ-240 V12 .
- KET-T – Těžké vyprošťovací vozidlo, které je založeno na podvozku MAZ-537.

## Technické údaje
Pro základní model MAZ-537.
- Motor: dvanáctiválcový atmosférický vznětový motor
- Typ motoru: D-12A-525
- Objem: 38,88 l
- Výkon: 525 hp (386 kW)
- Max. točivý moment: 2157 Nm
- Spotřeba: 125 l na 100 km
- Objem paliva: 2×420 l
- Převodovka: hydrodynamická kapalinová převodovka
- Maximální rychlost: 55 km/h
- Pohon : 8×8
- Maximální šířka příkopu, kterou lze překročit: 1,3 m
- maximální sjízdný sklon: 15°
- Místa v kabině: 4

Rozměry a hmotnosti
- Délka: 8960 mm
- Šířka: 2885 mm
- Výška: 2880 mm
- Rozvor: 1700 + 2650 + 1700 mm
- Šířka stopy: 2200 mm
- Světlá výška: 500 mm
- Poloměr otáčení: 33 m
- Prázdná hmotnost: 21,6t
- Zatížení točnice: 25 t
- Maximální zatížení přívěsu: 65t
- Celková povolená hmotnost: 86,6t